# Apple Music
Apple Music är en strömningstjänst för musik över Internet från Apple Inc., som lanserades den 30 juni 2015 i 100 länder. Lanseringen tillkännagavs den 8 juni 2015. Tjänsten finns tillgänglig på en mängd olika hårdvaruplattformar och operativsystem. På Apples hårdvara (däribland Macintosh, Iphone, Ipad, Apple TV och Apple Watch) kan man styra tjänsten med hjälp av programmet Apple Music.
I Sverige har tjänsten en gratis prova-på-period på tre månader, därefter finns enskilda abonnemang eller familjeabonnemang (upp till 6 personer). 
Den 28 mars 2023 lanserades systerappen Apple Music Classical med fokus på klassisk musik.

Karta över länder med tillgång till Apple Music

### Fotnoter
1. ↑  ”Introducing Apple Music — All The Ways You Love Music. All in One Place.” (på engelska). Apple Inc. juni 2015. https://www.apple.com/pr/library/2015/06/08Introducing-Apple-Music-All-The-Ways-You-Love-Music-All-in-One-Place-.html. Läst 15 juni 2015.
2. ↑  ”Apple lanserade ny musiktjänst”. Sveriges Radio. 8 juni 2015. http://sverigesradio.se/sida/artikel.aspx?programid=83&artikel=6185172. Läst 15 juni 2015.
3. ↑  Lovejoy, Ben (27 mars 2023). ”Apple Musical Classical begins global rollout” (på amerikansk engelska). 9to5Mac. https://9to5mac.com/2023/03/27/apple-musical-classical-begins-global-rollout/. Läst 28 mars 2023.
4. ↑  Welch, Chris (9 mars 2023). ”Apple will launch its standalone classical music app on March 28th” (på amerikansk engelska). The Verge. https://www.theverge.com/2023/3/9/23632184/apple-classical-music-app-features-primephonic-ios-android-launch-date. Läst 28 mars 2023.